# Rijksbureau voor Kunsthistorische Documentatie
Rijksbureau voor Kunsthistorische Documentatie (RKD; literalment, Institut Neerlandès per a la Història de l'Art) és el centre d'història de l'art més gran al món i està situat a La Haia. El centre s'especialitza en documentació, arxius i llibres sobre la història de l'art a Occident des de l'edat mitjana fins a l'actualitat. Tot el seu contingut és obert al públic i gran part està digitalitzada i disponible al seu lloc web. L'objectiu principal de la institució és recollir, classificar i fer recerca d'art, especialment sobre la pintura barroca als Països Baixos.
Gràcies a les bases de dades disponibles, el visitant pot indagar la vida de molts artistes de segles passats. La biblioteca té aproximadament uns 450.000 títols, dels quals prop de 150.000 són catàlegs de subhasta. Hi ha unes 3.000 revistes, de les quals 600 hi està subscrit actualment. Encara que gran part del catàleg és en neerlandès, el format de registre estàndard inclou un enllaç a entrades de biblioteca i imatges de treballs coneguts, que inclouen títols tant en anglès com en neerlandès.
L'RKD també gestiona la versió neerlandesa d'Art & Architecture Thesaurus, un tesaurus de termes per a la gestió de la informació sobre art i arquitectura. La versió original és una iniciativa del Museu J. Paul Getty de Malibú (Califòrnia).

## Història
La col·lecció va ser iniciada gràcies al llegat de Frits Lugt, historiador de l'art i propietari d'una important col·lecció de dibuixos i impressions, i de Cornelis Hofstede de Groot, col·leccionador, historiador de l'art i conservador de museus. El seu llegat formà la base tant per a la col·lecció d'art com per a la biblioteca i, actualment, és allotjat en gran part a la Biblioteca Reial dels Països Baixos